# الجمعية الأردنية لعلم النفس
الجمعية الأردنية لعلم النفس جمعية علمية مهنية للمختصين في جميع أقسام علم النفس بالمملكة الأردنية الهاشمية، تأسست الجمعية عام 1995م، وهي تضم حوالي 1500 عضوًا عاملاً من الحاصلين علي البكالوريوس والماجستير والدكتوراة في مجال علم النفس، ويعمل معظمهم في الأوساط التعليمية كمرشدين مدرسيين، وبعضهم يعمل كأعضاء هيئة تدريس في جامعات مختلفة، بالإضافة إلى بعض الاعضاء العاملين كمتخصصين في القطاع الخاص وفي مؤسسات دولية، وفي المراكز والعيادات والمستشقيات النفسية، وهي جمعية مرخصة من وزارة الصحة الأردنية ومسجلة بسجل الجمعيات.

## أهداف الجمعية وخدماتها
الجمعية الأردنية لعلم النفس جمعية غير ربحية تهدف إلي: رغع مستوى الوعي بأهمية الخدمات النفسية وتعزيز دور الصحة النفسية في الرفاه الاجتماعي، وان تكون الجمعية هي المظلة المهنية للمشتغليين بالعلوم النفسية ودعم المؤسسات ذات العلاقة في الجهود الرامية لتطوير العلوم النفسية، وتطوير التشريعات والقوانين المتعلقة بالصحة النفسية والعلوم النفسية وبممارسيها من المختصين وترخبص المزاولة المهنية. تم تقدم الجمعية مجموعة من الخدمات متمثلة في:
- منح التراخيص لمزاولة المهن المختلفة.حيث أن الجمعية الأردنية لعلم النفس هي الجهة المختصة في منح شهادة مزاولة المهنة لتخصص الإرشاد النفسي والصحة النفسية والإرشاد الأسري وعلم النفس الأكلينيكي تحت مظلة وزارة الصحة.[2]
- إصدار المواد والنشرات العلمية والتثقيفية بكل أنواعها.
- غقد وتنظيم اللقاءات العلمية والمهنية والتشارك بعقدها محلياً واقليمياً وعالميًا
- التنسيق مع الجهات الرسمية بما يتعلق بالأعتراف بالمهن النفسية وترخيص مزاولتها.
- انشاء أقسام متخصصة لفروع العلوم النفسية ضمن مكونات الجمعية وبموجب لوائح تضعها
- التنسيق مع الجامعات بهدف تطوير البرامج الدراسية المتعلقة بالعلوم النفسية.

## فعاليات الجمعية الأردنية لعلم النفس وانجازاتها.[4][5]
- 2016م تنظيم الجمعية لمسيرة توعوية بالصحة النفسية، تنطلق من أمام دوار اليوبيل (الواجة ) حتي مركز الحسين للسرطان ؛ زذلك بمناسبة اليوم العالمي للصحة النفسية.[6]
- عقد المؤتمر الدولي لعلم النفس لمنطقة الشرق الأوسط وشمال افريقيا بحضور عدد كبير من المشاركين والاعضاء.
- إصدار الميثاق الأخلاقي الخاص بمزاولة الحدمات النفسية، وعقد العديد من ورش العمل للاخصائين ومرشدي المدارس.
- الاشراف علي امتحان مزاولة المهنة بالتعاون مع وزارة الصحة الأردنية وفق أسس ومعايير ومنح التراخيص.
- عقد مؤتمر وطني لعلم النفس والمشاركة في العديد من برامج التوعية المجتمعية من خلال الإعلام والمحاضرات والندوات.
- إصدار المجلة الدولية التربوية المتخصصة.[7]

## علاقات وعضويات الجمعية الأردنية لعلم النفس.[3][8]
- عضو في الأتحاد الدولي للعلوم النفسية.
- عضو مؤسس للأتحاد العربي للعلوم النفسية.
- عضو في شبكة الدعم النفسي الاجتماعي للصحة العقلية.
- مذكرة تفاهم مع الجمعية الامريكية لعلم النفس.
- مذكرة تفاهم مع الجمعية التركية لعلم النفس.
- مذكرة تفاهم مع المجتمع النفسي لجنوب أفريقيا.
- علاقات ثنائية مع الجمعية اللبنانية لعلم النفس.
- علاقات ثنائية مع نقابة الأخصائين الاجتماعيين والنفسيين الفلسطينية.
- علاقات ثنائية مع الجمعية العراقية للدراسات التربوية والنفسية.
- مذكرة تفاهم مع جامعة عمان العربية.
- مذكرة تفاهم مع جامعة غرداية الجزائرية.
- مذكرة تفاهم مع مركز العالم العربي للتنمية الديموقراطية.

## الهيئة الإدارية للجمعية
تتشكل الهيئة الإدارية للجمعية من: حسين الطراونة رئيس
يوسف مسلم/نائبا للرئيس
خالدة المحادين/أمينا للسر
حنان أبوفوده/أمينا للصندوق والأعضاء

## انظر ايضًا
- الجمعية الفلسفية الاردنية.
- الجمعية الفلكية الاردنية.
- الجمعية الفيزيائية الأردنية.

## روابط خارجية
- الجمعية الأردنية لعلم النفس علي موقع دليل منظمات المجتمع المدني في الأردن.
- قناة الجمعية علي منصة اليوتيوب.